# Комітет з питань розвідки при Президентові України
Комітет з питань розвідки при Президентові України — комітет, створений з метою підвищення ефективності роботи із забезпечення здійснення Президентом України повноважень з керівництва, координації і контролю за діяльністю розвідувальних органів України.

## Історія
За роки незалежності комітет з питань розвідки створювали і ліквідовували тричі. В роки правління Леоніда Кучми цей орган двічі очолював Ігор Смешко.
8 жовтня 2014 року Президент України Петро Порошенко створив комітет з розвідки. Головою комітету було призначено І. Смешка, який має координувати діяльність спецслужб та впливати на кадрові призначення в розвідувальних органах.
30 січня 2015 року комітет з розвідки був реформований в Об'єднаний комітет з питань розвідувальної діяльності при Президентові України.
17 червня 2020 року Об'єднаний комітет ліквідований і знову утворений Комітет з питань розвідки при Президентові України.
У 2020—2022 роках Комітет очолював перший заступник секретаря Ради національної безпеки і оборони Руслан Демченко. 25 липня 2022 року головою Комітету призначено начальника Головного управління розвідки Міністерства оборони України Кирила Буданова.

## Мета
Основним завданням органу є підготовка Президентові України пропозицій щодо здійснення керівництва, координації і контролю за діяльністю розвідувальних органів України. Комітет складається з голови, двох заступників голови, у тому числі одного першого, та інших членів Комітету, які беруть участь у роботі Комітету на громадських засадах. Персональний склад Комітету затверджується Президентом України за поданням голови Комітету.
Забезпечує діяльність Комітету апарат Комітету, який є структурним підрозділом Апарату Ради національної безпеки і оборони України. Працівники апарату Комітету призначаються на посади та звільняються з посад за поданням голови Комітету.
Членами комітету є керівники зовнішньої розвідки, військової та прикордонної. Працівники комітету мають вищу міру доступу до державної таємниці.